# 侯家镇 (南江县)
侯家镇，原为侯家乡，是中华人民共和国四川省巴中市南江县下辖的一个乡镇级行政单位。2019年12月，撤销双桂乡，将原双桂乡长梁村所属行政区域划归侯家镇管辖；将侯家镇石寨村所属行政区域划归红光镇管辖。

## 行政区划
侯家镇下辖以下地区：
侯家社区、九顶社区、太平村、龙洞村、玛瑙村、灵官村、赵家村、广教村、白珠村、北峰村、罐山村、拦马村和石寨村。
2019年12月调整后，侯家镇辖侯家社区、九顶社区、龙洞村、玛瑙村、赵家村、北峰村、罐山村、白珠村、灵官村、广教村、拦马村、太平村、长梁村所属行政区域，侯家镇人民政府驻。